# Wallago (gênero)
Wallago é o gênero de peixe-gato da família Siluridae.Ele possui 5 espécies. O nome "wallago" é usado como nome comum para Wallago attu.

## Espécies
- Wallago attu
- Wallago hexanema
- Wallago leerii
- Wallago maculatus
- Wallago micropogon